# Off-History
|  | Denne artikel er oprettet af botten Steenthbot ud fra en ekstern database. Den kan derfor have sproglige fejl eller mangler. Denne skabelon kan fjernes efter kontrol af indholdet. |

Off-History er en dansk dokumentarfilm fra 2014 instrueret af Selini Halvadaki.

## Handling
En moderne ruin i form af en skyskraber, der har stået tom de sidste 30 år i midt i den græske by Piraeus, gøres i 'Off-History' til genstand for en arkivbaseret undersøgelse af hvordan grækerne forholder sig til landets politiske historie og til dets antikke fortid. Tårnet blev rejst af militærjuntaen, der imellem 1967 og 1974 ledte landet med hård hånd, som et monument over Grækenlands økonomiske og kulturelle fremskridt. I en essayistisk analyse af historiske tv-klip, hvor bygningen figurerer, drager Selini Halvadaki paralleller imellem identitet og erindring, imens forskellige mennesker på lydsiden deler deres drømme om en mulig fremtid.